# Island Express Air
Island Express Air — колишня канадійська авіакомпанія місцевого значення зі штаб-квартирою в місті Абботсфорд (провінція Британська Колумбія), виконує регулярні, чартерні пасажирські та вантажні перевезення між островом Ванкувер і аеропортами Нижньої Великої Землі. Припинила діяльність в 2020.

## Маршрутна мережа
Станом на грудень 2009 року маршрутна мережа регулярних рейсів авіакомпанії Island Express Air включала в себе наступні аеропорти:
- Міжнародний аеропорт Абботсфорд
- Аеропорт Баудери-Бей, Дельта (Британська Колумбія)
- Аеропорт Вікторія
- Аеропорт Нанаймо
- Аеропорт Пітт-Медоус

## Флот
На початок 2010 року в парку авіакомпанії Island Express Air експлуатувався один літак:
- Piper PA-31 Navajo (реєстраційний номер C-GDF)

У квітні 2020 року, на тлі пандемії COVID-19, Island Express Air припинила свою діяльність і продала свої активи групі інвесторів .